# Ischnothyreus serpentinum
Ischnothyreus serpentinum är en spindelart som beskrevs av Michael Ilmari Saaristo 200. Ischnothyreus serpentinum ingår i släktet Ischnothyreus och familjen dansspindlar.
Artens utbredningsområde är Seychellerna. Inga underarter finns listade i Catalogue of Life.